# Periscelididae
Periscelididae Oldenberg, 1914, è una piccola famiglia cosmopolita di insetti dell'ordine dei Ditteri (Brachycera: Cyclorrhapha: Acalyptratae). Comprende specie dalla biologia poco conosciuta, e dalla posizione sistematica ancora incerta.

## Descrizione
Gli adulti hanno corpo di piccole dimensioni, lungo 1-5 mm, più o meno esile, con ali completamente ialine oppure maculate. Livrea dai colori variabili dal giallo al grigio al bruno, spesso giallastro nell'addome e nelle zampe con bande trasversali scure.
Il capo è largo quanto il torace e più sviluppato in larghezza che in altezza, con gene ben sviluppate nella parte posteriore. La Chetotassi si differenzia nelle due sottofamiglie: 
- setole fronto-orbitali: un paio, reclinate, nei Periscelidinae, due paia negli Stenomicrinae, con il primo paio diretto in avanti (proclinate) e il secondo reclinato;
- setole ocellari: lunghe e inclinate in avanti nei Periscelidinae, assenti negli Stenomicrinae;
- setole postocellari: presenti e divergenti nei Periscelidinae, generalmente assenti negli Stenomicrinae, ma in alcune Stenomicra sono presenti e con disposizione variabile ma non marcatamente divergenti;
- setole verticali: presenti e ben sviluppate nei Periscelididae, mentre negli Stenomicrinae possono mancare o essere ridotte le verticali interne;
- vibrisse: assenti in tutta la famiglia;
- setole sottovibrissali: brevi, con il primo paio in genere più lungo e simulante un paio di vibrisse (pseudovibrisse);
- setole postgenuali: brevi.

Le antenne sono brevi e di tipo aristato, con pedicello recante più setole dorsali brevi, primo flagellomero diretto in basso e sormontato dal pedicello, arista bipettinata.
Il torace presenta due paia di setole dorsocentrali postsuturali, a volte un solo paio, e 1-2 paia di setole scutellari; peli acrosticali allineati su più serie. Ai margini sono presenti una setola omerale, marcatamente ridotta negli Stenomicrinae, due notopleurali. Generalmente presenti le sopralari, ridotte le infralari. Sulle pleure si rileva solo una setola nell'episterno dorsale in Planinasus e, in generale, una setola sull'episterno ventrale. zampe ricoperte da una diffusa pubescenza.
Le ali sono ampie, con alula e lobo anale moderatamente sviluppati. La costa si estende fino alla terminazione delle vene R4+5 (Periscelidinae) o di M1 (Stenomicrinae) e non presenta fratture. La subcosta è libera e distinta da R1 ma debole e incompleta. La radio si divide nei tre rami R1, R2+3, R4+5. Il ramo anteriore devia per confluire a metà del margine costale, ma in Scutops si estende oltre la metà. Il ramo R2+3 nei Periscelidinae è marcatamente arcuato con convessità verso il margine costale e con terminazione subapicale, negli Stenomicrinae è relativamente breve e confluisce sul margine costale molto prima dell'apice. Media senza divisioni, cubito divisa nei due rami CuA1 e CuA2, il primo ben sviluppato, il secondo a volte rudimentale nei Periscelidinae o debole negli Stenomicrinae, comunque sempre breve e confluente sull'anale. Vena comune A1+CuA2 presente ma breve e incompleta. Vene trasversali radio-mediale, medio-cubitale basale e medio-cubitale discale presenti, con conseguente delimitazione netta delle due cellule basali e della discale. La cellula cup è presente ma poco sviluppata, sempre chiusa negli Stenomicrinae, a volte aperta nei Periscelidinae.
L'addome è largo e appiattito in senso dorso-ventrale. Nei maschi è composto dai primi cinque uriti ben sviluppati con il sesto ridotto. Nelle femmine, il settimo urite presenta gli scleriti fusi ad anello e gli uriti terminali trasformati in un breve ovopositore di sostituzione.
Gli stadi giovanili sono poco conosciuti in quanto si dispone solo della descrizione relativa ad alcuni Periscelididae.
| Periscelis | Cyamops |
| Schemi ricorrenti della nervatura alare nei Periscelidinae (a sinistra) e negli Stenomicrinae (a destra) Nervature longitudinali: C: costa; Sc: subcosta; R: radio; M: media; Cu: cubito; A: anale. Nervature trasversali: h: omerale; r-m: radio-mediale; bm-cu: medio-cubitale basale; dm-cu: medio-cubitale discale. Cellule: dm: discale; br: 1ª basale; bm: 2ª basale; cup: cellula cup. |         |

## Habitat e biologia
La biologia dei Periscelididae è parziale e poco conosciuta e per lo più limitata ad alcune ricorrenti osservazioni relative alla sottofamiglia dei Periscelidinae. Il genere Periscelis è associato alle ferite di un certo numero di piante arboree e sia le larve sia gli adulti si nutrirebbero a spese degli essudati e fuoriescono dalle ferite degli alberi. Gli adulti sono poco mobili ed eseguono brevi voli solo se disturbati.
Pressoché sconosciuta è la biologia degli Stenomicrinae. Secondo Roháček, le larve sarebbero associate a microhabitat acquatici simili ai fitotelmi che si raccolgono alla base delle foglie di monocotiledoni. Gli adulti di alcune specie si rinvengono su monocotiledoni semiacquatiche come le Thyphaceae e le Caricaceae.

## Sistematica e filogenesi
Nella trattazione della filogenesi dei Muscomorpha, James F. McAlpine (1989) mette in relazione filogenetica le famiglie Aulacigastridae e Periscelididae, sistemandole nella superfamiglia Opomyzoidea e all'interno di un gruppo di sei famiglie, denominato Asteioinea. Con questa collocazione supporta la natura monofiletica dei Periscelididea sensu Hennig. Infatti, J.F. McAlpine posiziona il clade Periscelididae+Aulacigastridae come monofiletico rispetto alla famiglia dei Neurochaetidae e le tre famiglie come linea correlata al resto degli Asteioinea:
|  | Neurochaetidae                                                     |
|  |                                                                    |
|  | \| \| Aulacigastridae \| \| \| \| \| \| Periscelididae \| \| \| \| |
|  |                                                                    |
|  | Aulacigastridae                                                    |
|  |                                                                    |
|  | Periscelididae                                                     |
|  |                                                                    |

|  | Aulacigastridae |
|  |                 |
|  | Periscelididae  |
|  |                 |

|  | Neurochaetidae                                                     |
|  |                                                                    |
|  | \| \| Aulacigastridae \| \| \| \| \| \| Periscelididae \| \| \| \| |
|  |                                                                    |
|  | Aulacigastridae                                                    |
|  |                                                                    |
|  | Periscelididae                                                     |
|  |                                                                    |

|  | Aulacigastridae |
|  |                 |
|  | Periscelididae  |
|  |                 |

|  | Neurochaetidae                                                     |
|  |                                                                    |
|  | \| \| Aulacigastridae \| \| \| \| \| \| Periscelididae \| \| \| \| |
|  |                                                                    |
|  | Aulacigastridae                                                    |
|  |                                                                    |
|  | Periscelididae                                                     |
|  |                                                                    |

|  | Aulacigastridae |
|  |                 |
|  | Periscelididae  |
|  |                 |

|  | Neurochaetidae                                                     |
|  |                                                                    |
|  | \| \| Aulacigastridae \| \| \| \| \| \| Periscelididae \| \| \| \| |
|  |                                                                    |
|  | Aulacigastridae                                                    |
|  |                                                                    |
|  | Periscelididae                                                     |
|  |                                                                    |

|  | Aulacigastridae |
|  |                 |
|  | Periscelididae  |
|  |                 |

|  | Neurochaetidae                                                     |
|  |                                                                    |
|  | \| \| Aulacigastridae \| \| \| \| \| \| Periscelididae \| \| \| \| |
|  |                                                                    |
|  | Aulacigastridae                                                    |
|  |                                                                    |
|  | Periscelididae                                                     |
|  |                                                                    |

|  | Aulacigastridae |
|  |                 |
|  | Periscelididae  |
|  |                 |

|  | Neurochaetidae                                                     |
|  |                                                                    |
|  | \| \| Aulacigastridae \| \| \| \| \| \| Periscelididae \| \| \| \| |
|  |                                                                    |
|  | Aulacigastridae                                                    |
|  |                                                                    |
|  | Periscelididae                                                     |
|  |                                                                    |

|  | Aulacigastridae |
|  |                 |
|  | Periscelididae  |
|  |                 |

|  | Neurochaetidae                                                     |
|  |                                                                    |
|  | \| \| Aulacigastridae \| \| \| \| \| \| Periscelididae \| \| \| \| |
|  |                                                                    |
|  | Aulacigastridae                                                    |
|  |                                                                    |
|  | Periscelididae                                                     |
|  |                                                                    |

|  | Aulacigastridae |
|  |                 |
|  | Periscelididae  |
|  |                 |

|  | Neurochaetidae                                                     |
|  |                                                                    |
|  | \| \| Aulacigastridae \| \| \| \| \| \| Periscelididae \| \| \| \| |
|  |                                                                    |
|  | Aulacigastridae                                                    |
|  |                                                                    |
|  | Periscelididae                                                     |
|  |                                                                    |

|  | Aulacigastridae |
|  |                 |
|  | Periscelididae  |
|  |                 |

|  | Neurochaetidae                                                     |
|  |                                                                    |
|  | \| \| Aulacigastridae \| \| \| \| \| \| Periscelididae \| \| \| \| |
|  |                                                                    |
|  | Aulacigastridae                                                    |
|  |                                                                    |
|  | Periscelididae                                                     |
|  |                                                                    |

|  | Aulacigastridae |
|  |                 |
|  | Periscelididae  |
|  |                 |

|  | Neurochaetidae                                                     |
|  |                                                                    |
|  | \| \| Aulacigastridae \| \| \| \| \| \| Periscelididae \| \| \| \| |
|  |                                                                    |
|  | Aulacigastridae                                                    |
|  |                                                                    |
|  | Periscelididae                                                     |
|  |                                                                    |

|  | Aulacigastridae |
|  |                 |
|  | Periscelididae  |
|  |                 |

|  | Neurochaetidae                                                     |
|  |                                                                    |
|  | \| \| Aulacigastridae \| \| \| \| \| \| Periscelididae \| \| \| \| |
|  |                                                                    |
|  | Aulacigastridae                                                    |
|  |                                                                    |
|  | Periscelididae                                                     |
|  |                                                                    |

|  | Aulacigastridae |
|  |                 |
|  | Periscelididae  |
|  |                 |

|  | Neurochaetidae                                                     |
|  |                                                                    |
|  | \| \| Aulacigastridae \| \| \| \| \| \| Periscelididae \| \| \| \| |
|  |                                                                    |
|  | Aulacigastridae                                                    |
|  |                                                                    |
|  | Periscelididae                                                     |
|  |                                                                    |

|  | Aulacigastridae |
|  |                 |
|  | Periscelididae  |
|  |                 |

|  | Neurochaetidae                                                     |
|  |                                                                    |
|  | \| \| Aulacigastridae \| \| \| \| \| \| Periscelididae \| \| \| \| |
|  |                                                                    |
|  | Aulacigastridae                                                    |
|  |                                                                    |
|  | Periscelididae                                                     |
|  |                                                                    |

|  | Aulacigastridae |
|  |                 |
|  | Periscelididae  |
|  |                 |

|  | Neurochaetidae                                                     |
|  |                                                                    |
|  | \| \| Aulacigastridae \| \| \| \| \| \| Periscelididae \| \| \| \| |
|  |                                                                    |
|  | Aulacigastridae                                                    |
|  |                                                                    |
|  | Periscelididae                                                     |
|  |                                                                    |

|  | Aulacigastridae |
|  |                 |
|  | Periscelididae  |
|  |                 |

|  | Neurochaetidae                                                     |
|  |                                                                    |
|  | \| \| Aulacigastridae \| \| \| \| \| \| Periscelididae \| \| \| \| |
|  |                                                                    |
|  | Aulacigastridae                                                    |
|  |                                                                    |
|  | Periscelididae                                                     |
|  |                                                                    |

|  | Aulacigastridae |
|  |                 |
|  | Periscelididae  |
|  |                 |

|  | Neurochaetidae                                                     |
|  |                                                                    |
|  | \| \| Aulacigastridae \| \| \| \| \| \| Periscelididae \| \| \| \| |
|  |                                                                    |
|  | Aulacigastridae                                                    |
|  |                                                                    |
|  | Periscelididae                                                     |
|  |                                                                    |

|  | Aulacigastridae |
|  |                 |
|  | Periscelididae  |
|  |                 |

Malgrado la sostanziale condivisione di una relazione filogenetica stretta fra queste due famiglie, lo sviluppo della tassonomia dei Periscelididae è stato incerto e controverso fino agli anni novanta e strettamente subordinato alla sistematica della famiglia Aulacigastridae e alla posizione tassonomica dei generi Stenomicra e Cyamops. In passato, il genere Aulacigaster (=Aulacogaster) manteneva la sua collocazione in una famiglia distinta. Il genere Stenomicra aveva, secondo i vari Autori, differenti posizioni tassonomiche (Asteiidae, Opomyzidae, Anthomyzidae e Drosophilidae) e così pure il genere Cyamops, collocato, secondo i differenti Autori, negli Anthomyzidae, negli Opomyzidae o nei Periscelididae. La famiglia dei Periscelididae manteneva a sua volta una propria connotazione, comprendendo in linea di massima la maggior parte dei generi attualmente attribuiti a questa famiglia, sia pure con varie interpretazioni in merito alla collocazione del genere Cyamops. Ad esempio, Brues et al. (1954) collocavano Stenomicra negli Asteiidae (=Astiidae), Aulacogaster nella famiglia monotipica Aulacigastridae (=Aulacogastridae), mentre nei Periscelididae includevano i generi Periscelis, Cyamops, Marbenia, Neoscutops, Podocera (attualmente trattato come sinonimo minore o sottogenere di Stenomicra), Sphyroperiscelis (attualmente trattato come sinonimo minore di Periscelis) e, infine, Scutops.
L'incertezza sulla definizione di questi gruppi sistematici e relativa collocazione proseguì anche dopo l'avvento della cladistica portando alla coesistenza di differenti inquadramenti tassonomici fra gli anni settanta e novanta, e ancora oggi c'è un sostanziale stato di provvisorietà in merito all'effettiva demarcazione delle famiglie. Inizialmente Hennig (1971) definì la stretta relazione fra Aulacigaster, Stenomicra e i Periscelididae riunendoli tutti nella famiglia degli Aulacigastridae; successivamente separò le famiglie Periscelididae e Aulacigastridae, spostando nella prima i generi Diopsosoma, Periscelis, Neoscutops e Scutops e lasciando nella seconda i generi Aulacigaster, Cyamops, Planinasus, Schizochroa e Stenomicra.
Tra la fine degli anni settanta e i primi anni ottanta, l'australiano David K. McAlpine applicò sostanziali revisioni che riproponevano, almeno in parte, le impostazioni tassonomiche originarie: in differenti lavori, dapprima spostò i generi Cyamops e Stenomicra nei Periscelididae, poi fece altrettanto per Planinasus. Quasi contemporaneamente, Papp (1984), definì la famiglia Stenomicridae, comprendente il solo genere Stenomicra.
L'assenza di condivisione in merito a queste revisioni ha portato ad una sostanziale incertezza e confusione nell'insieme della letteratura prodotta negli anni successivi. Nel secondo volume del Manual of Nearctic Diptera (1987), gli autori che hanno trattato le famiglie Aulacigastridae e Periscelididae, rispettivamente Teskey e il canadese James F. McAlpine, applicano la ripartizione tassonomica di Hennig, senza considerare gli inquadramenti di D.K. McAlpine e di Papp, e mantengono perciò i generi Cyamops, Planinasus e Stenomicra nella famiglia Aulacigastridae. Nel terzo volume del Manual of Nearctic Diptera (1989), J.F. McAlpine (1989) esamina le relazioni morfologiche dei generi Cyamops, Stenomicra e Planinasus con Periscelis e Aulacigaster, discutendo sia le posizioni di Hennig sia quelle del suo omonimo australiano. Nella sua trattazione conferma l'adozione dello schema tassonomico di Hennig, tuttavia sottolinea la congruità delle revisioni di D. McAlpine, sostenendo la necessità di ulteriori approfondimenti.
Contemporaneamente alla pubblicazione del terzo volume del Manual of Nearctic Diptera, Evenhuis (1989) pubblica, in qualità di coordinatore, la versione originale dell'Catalog of the Diptera of the Australasian and Oceanian Regions. In questo catalogo, Khoo & Sabrosky integrano l'impostazione tassonomica di Papp, aggiungendo il genere Cyamops alla famiglia degli Stenomicridae, e trattano separatamente il genere Periscelis, incluso in Periscelididae.
Negli anni novanta, diversi Autori (Mathis, Papp, Grimaldi) riprendono lo schema tassonomico di D.K. McAlpine con l'accezione della famiglia Periscelididae estesa anche ai generi Stenomicra e Cyamops. In un fondamentale lavoro di revisione del genere Cyamops, Baptista & Mathis (1994) ipotizzano un cladogramma che in sostanza supporta l'originaria revisione di D.K. McAlpine:
|  | Planinasus     |
|  |                |
|  | Periscelininae |
|  |                |

|  | Cyamops    |
|  |            |
|  | Stenomicra |
|  |            |

|  | Planinasus     |
|  |                |
|  | Periscelininae |
|  |                |

|  | Cyamops    |
|  |            |
|  | Stenomicra |
|  |            |

|  | Planinasus     |
|  |                |
|  | Periscelininae |
|  |                |

|  | Cyamops    |
|  |            |
|  | Stenomicra |
|  |            |

|  | Planinasus     |
|  |                |
|  | Periscelininae |
|  |                |

|  | Cyamops    |
|  |            |
|  | Stenomicra |
|  |            |

Sulla base di queste relazioni, Baptista & Mathis supportano l'interpretazione sensu lato della famiglia Periscelididae, suddivisa in due sottofamiglie, Periscelininae e Stenomicrinae con il genere Planinasus incertae sedis. In rapporto ancestrale con i Periscelididae ipotizzano come probabile il posizionamento dei Neurochaetidae o, come proposto a suo tempo da J.F. McAlpine, degli Aulacigastridae.
In Contributions to a Manual of Palaearctic Diptera (1998), Mathis & Papp adottano esplicitamente l'impostazione tassonomica di David K. McAlpine e danno una definizione estesa della famiglia Periscelididae includendovi, al rango di sottofamiglie, i Periscelididae sensu stricto e gli Stenomicridae Papp, 1984. A partire da questi lavori, nel corso degli anni duemila, si è definito un maggior consenso sull'accezione della famiglia in senso esteso.
Diversi cataloghi e banche dati tassonomiche adottano l'inquadramento sistematico di Mathis & Papp, mentre altri seguono ancora l'originaria impostazione del Manual of Nearctic Diptera. Una posizione particolare è quella assunta nel Catalogo dei Ditteri della Repubblica Ceca e della Slovacchia: il catalogo tratta separatamente le famiglie Stenomicridae e Periscelididae sensu stricto, ma sia Máca sia Roháček, gli Autori che hanno sviluppato le due sezioni, citano l'aggiornamento di Mathis & Papp come recente orientamento in materia di tassonomia.
Anche la letteratura scientifica specifica, prodotta nell'ultimo decennio, sembra aver abbandonato definitivamente l'impostazione tassonomica originaria di Hennig e del Manual of Nearctic Diptera. Gli Autori che si sono occupati dei generi Cyamops e Stenomicra hanno in genere inserito questi taxa nella famiglia Periscelididae. Occasionalmente ricorre anche un'accezione restrittiva della famiglia Periscelididae, con la trattazione degli Stenomicrinae in una famiglia propria.
Interpretando l'estensione della famiglia sensu lato, i Periscelididae comprendono 84 specie esistenti, ripartite fra 10 generi:
- Sottofamiglia: Periscelidinae Oldenberg, 1914. Si suddivide in sei generi
  - Diopsosoma Malloch, 1932: una sola specie
  - Marbenia Malloch, 1931: una sola specie
  - Neoscutops Malloch, 1926: tre specie
  - Parascutops Mathis & Papp, 1992: una sola specie
  - Periscelis Loew, 1858 (=Meronychina, Microperiscelis, Parclioscena, Phorticoides, Sphyroperiscelis): 14 specie, distribuite fra tre sottogeneri: 
    - Periscelis (Myodris)
    - Periscelis (Notioscelis)
    - Periscelis (Periscelis)

  - Scutops Coquillett, 1904 (=Panamenia): sette specie
- Sottofamiglia: Stenomicrinae Papp, 1984. Si suddivide in tre generi
  - Cyamops Melander, 1913: 28 specie
  - Stenocyamops Papp, 2006: una sola specie
  - Stenomicra Coquillett, 1900 (=Diadelops, Neoscaptomyza, Podocera): 25 specie distribuite fra due sottogeneri:
    - Stenomicra (Podocera)[29]
    - Stenomicra (Stenomicra)
- Periscelididae incertae sedis
  - Planinasus Cresson, 1914 (=Schizochaeta): tre specie

## Fossili
Fino agli anni novanta si conosceva una sola specie fossile appartenente alla famiglia. Il numero di reperti è in seguito aumentato soprattutto grazie alla descrizione, da parte di Grimaldi & Mathis (1993), di nuove specie ritrovate nell'ambra dominicana. Tutti i Periscelididae fossili risalgono al Cenozoico e fra essi si annovera un solo genere estinto, Procyamops Hoffeins & Rung, mentre le altre specie appartengono a generi tuttora esistenti. L'elenco completo dei Periscelididae fossili attualmente noti è il seguente:
- Procyamops succini Hoffeins & Rung, 2005. Presente nell'ambra baltica (Eocene-Oligocene)
- Periscelis amberifera Grimaldi & Mathis, 1993. Presente nell'ambra dominicana (Oligocene-Miocene)
- Periscelis annectans Sturtevant, 1963. Presente nell'ambra messicana (Oligocene-Miocene)
- Periscelis brodzinskyi Grimaldi & Mathis, 1993. Ambra dominicana
- Periscelis facianota Grimaldi & Mathis, 1993. Ambra dominicana
- Planinasus electrus Grimaldi & Mathis, 1993. Ambra dominicana
- Stenomicra anacrostichalis Grimaldi & Mathis, 1993. Ambra dominicana
- Stenomicra sabroskyi Grimaldi & Mathis, 1993. Ambra dominicana

## Distribuzione
La famiglia dei Periscelididae è distribuita in tutte le regioni zoogeografiche della Terra, con una particolare rappresentanza, in termini di numero di specie e biodiversità, nell'ecozona neotropicale: dei 10 generi della famiglia, ben cinque sono esclusivi del Neotropico e solo due sono assenti. I generi con più ampia distribuzione sono Cyamops, cosmopolita, Stenomicra, assente solo nel Neartico, e Periscelis, assente nell'ecozona afrotropicale. L'areale di ciascuna specie è circoscritto e limitato ad una sola ecozona. Fa eccezione la specie Stenomicra fascipennis, l'unica presente in più regioni, diffusa nel Paleartico orientale, nell'Indomalesia e nell'Australasia. Il quadro complessivo della distribuzione mondiale della famiglia è riassunto nella seguente tabella:
|              | AF | AU | NE | NT | OR | PA | Note                                                       |
| ------------ | -- | -- | -- | -- | -- | -- | ---------------------------------------------------------- |
| Cyamops      | 2  | 10 | 3  | 7  | 5  | 1  |                                                            |
| Dipsosoma    |    |    |    | 1  |    |    |                                                            |
| Marbenia     |    |    |    | 1  |    |    |                                                            |
| Neoscutops   |    |    |    | 3  |    |    |                                                            |
| Parascutops  |    |    | 1  |    |    |    |                                                            |
| Periscelis   |    | 1  | 3  | 1  | 1  | 8  |                                                            |
| Planinasus   |    |    |    | 3  |    |    |                                                            |
| Scutops      |    |    |    | 7  |    |    |                                                            |
| Stenociamops |    |    |    |    | 1  |    |                                                            |
| Stenomicra   | 8  | 3  |    | 4  | 6  | 6  | una specie a diffusione australasiana-orientale-paleartica |
| Totale       | 10 | 14 | 7  | 27 | 13 | 15 |                                                            |

In Europa è segnalata la presenza dei soli generi Periscelis e Stenomicra. Secondo il catalogo Fauna Europaea, il numero complessivo ammonta a sei sole specie (quattro Periscelis e due Stenomicra), mentre nel BioSystematic Database of World Diptera sono citate nove specie, rispettivamente sei Periscelis e tre Stenomicra.
In Italia è segnalata la presenza, solo al nord, della specie Periscelis annulata.